# Krzysztof Latawiec
Krzysztof Marian Latawiec (ur. 1976) – polski historyk, archiwista i genealog z Tarnobrzega.

## Życiorys
Absolwent Szkoły Podstawowej nr 8 im. Stanisława Piętaka i Liceum Ogólnokształcącego im. Mikołaja Kopernika w Tarnobrzegu. W 2000 r. ukończył studia magisterskie z historii na Uniwersytecie Marii Curie-Skłodowskiej w Lublinie. W 2004 r. uzyskał stopień doktora nauk humanistycznych w zakresie historii nowożytnej na Wydziale Humanistycznym UMCS, za pracę: Społeczność rosyjska na terenie guberni lubelskiej w latach 1864–1915. Od 2004 r. zatrudniony w Zakładzie Historii Krajów Europy Wschodniej Instytutu Historii UMCS w Lublinie na stanowisku adiunkta.
Zajmuje się w swych badaniach naukowych kwestią obecności Rosjan w Królestwie Polskim (administracja, armia, Cerkiew) oraz Polaków w imperium Romanowów.
W 2015 uzyskał stopień doktora habilitowanego nauk humanistycznych (specjalność: historia) na podstawie pracy habilitacyjnej Rosyjska straż graniczna w Królestwie Polskim w latach 1851–1914.

## Wybrane publikacje
- Pogranicze rosyjsko-austriackie na przełomie XIX i XX wieku w świetle akt carskiej straży granicznej (Kielce 2006)
- Pobór rekruta z Królestwa Polskiego do Samodzielnego Korpusu Straży Granicznej Imperium Rosyjskiego na przełomie XIX i XX wieku (Wrocław 2006)
- W służbie Imperium... Struktura społeczno-zawodowa ludności rosyjskiej na terenie guberni lubelskiej w latach 1864–1915 (Lublin 2007)
- Organizacja i Akta Chełmskiego Zarządu Duchowego (Lublin-Kielce 2010)

## Źródła
- Sandomierska Brygada Straży Granicznej 1889–1914, Wyd. Armoryka, Sandomierz 2010, ISBN, 978-83-62661-07-7 (notka o autorze)